# Східно-Словацька галерея
Східно-Словацька галерея (словац. Východoslovenská galéria) — художня галерея в Кошицях (Словаччина).
У колекції галереї — більш ніж 7 000 творів мистецтва XIX, XX і XXI століття. Щорічно галерея проводить близько 40 виставок.

## Історія
Східно-Словацька галерея є найстарішою регіональною галереєю Словаччини. Заснована 7 грудня 1951 року указом комісаріату освіти, мистецтва і науки. Перша назва — Крайова галерея. Перша виставка відбулася в лютому 1952 року в приміщенні Державного Східно-Словацького музею. Після утворення Східно-Словацької області 1961 року перейменована у Східно-Словацьку галерею. До 1992 року галерея розміщувалася в палаці Чакі-Дежофі, 1992 року галерея перемістилася на нинішнє місце. У тому ж році галерея стала називатися Галереєю Юліуса Якобі (на честь місцевого художника Юліуса Якобі). З 1996 року її знову називають Східно-Словацькою галереєю. Будинок, у якому зараз розміщується галерея, збудований віденським архітектором Яном Лангером у 1773 році.

## Колекція
З самого початку своєї діяльності галерея орієнтована переважно на роботи художників Східної Словаччини. В експозиції представлений живопис XIX століття (художники Янош Ромбауер, Кароль Аугустус Тібели, брати Бела та Ференц Климковичі, Ян Якуб Стундер, Дьюла Бенцур, Ладіслав Меднянський, Леопольд Горовиць, Людовит Чордак, Елемір Галаш-Граділ), живопис XX століття (Антон Ясуш, Конштантін Коварі-Качмарік, Конштантін Бауер, Юліус (Дьюла) Якобі, Йозеф Бендік, Юрай Цоллінаші, Александер Ецкердт), графіка (Людовит Фулла, Вінсент Гложнік, Ернест Зметак, Албін Бруновський, Орест Дубаї, Андрей Барчік, Александер Ецкердт, Владімір Гажович, Тібор Галл, Йозеф Янкович, Душан Каллай, Марцел Дубравец).

## Галерея

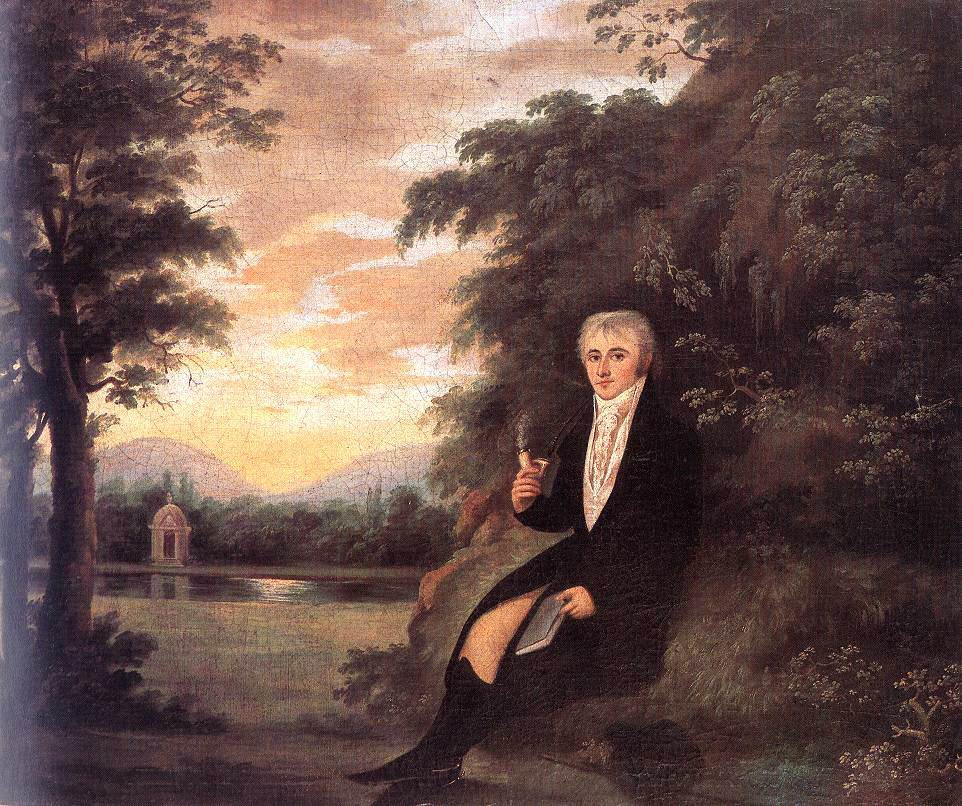
Янош Ромбауер, «Юнак», 1804
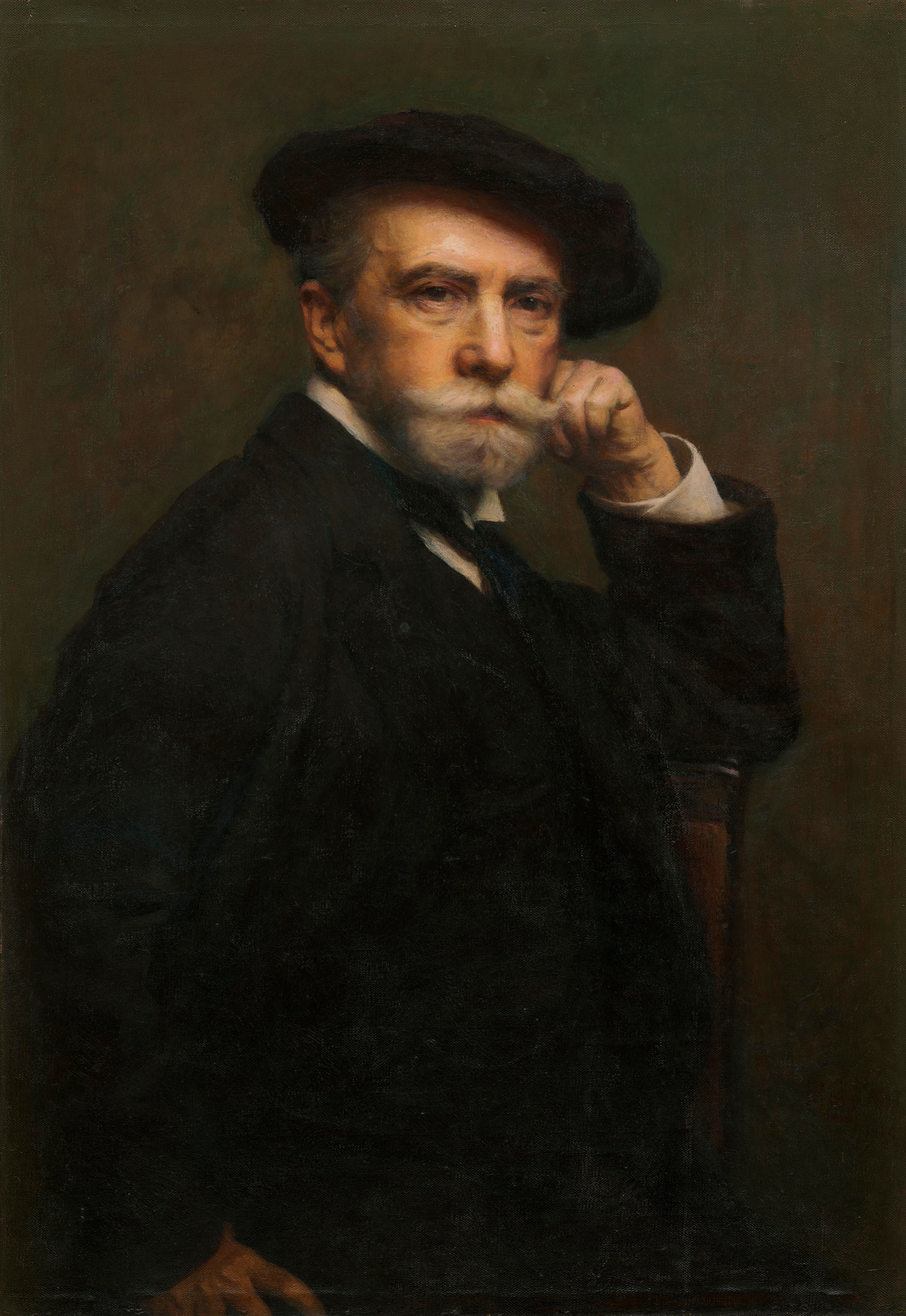
Леопольд Горовиць, «Автопортрет», 1915
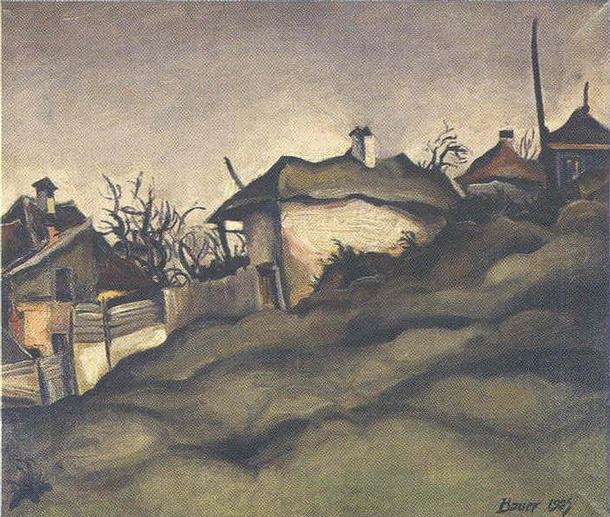
Конштантін Бауер, «Околиця Кошице», 1925